# Gundik
Gundik is een bestuurslaag in het regentschap Ponorogo van de provincie Oost-Java, Indonesië. Gundik telt 2428 inwoners (volkstelling 2010).